# Ташлыкуль (Аургазинский район)
Ташлыкуль (баш. Ташлыкүл) — деревня в Кебячевском сельсовете Аургазинского района Республики Башкортостан России.

## Географическое положение
Расстояние до:
- районного центра (Толбазы): 9 км,
- центра сельсовета (Кебячево): 2 км,
- ближайшей железнодорожной станции (Белое Озеро): 24 км.

## Население
| 2002 | 2009 | 2010 |
| ---- | ---- | ---- |
| 264  | ↘263 | ↘250 |

Национальный состав
Согласно переписи 2002 года, преобладающая национальность — чуваши (92 %).